# بتی رایت

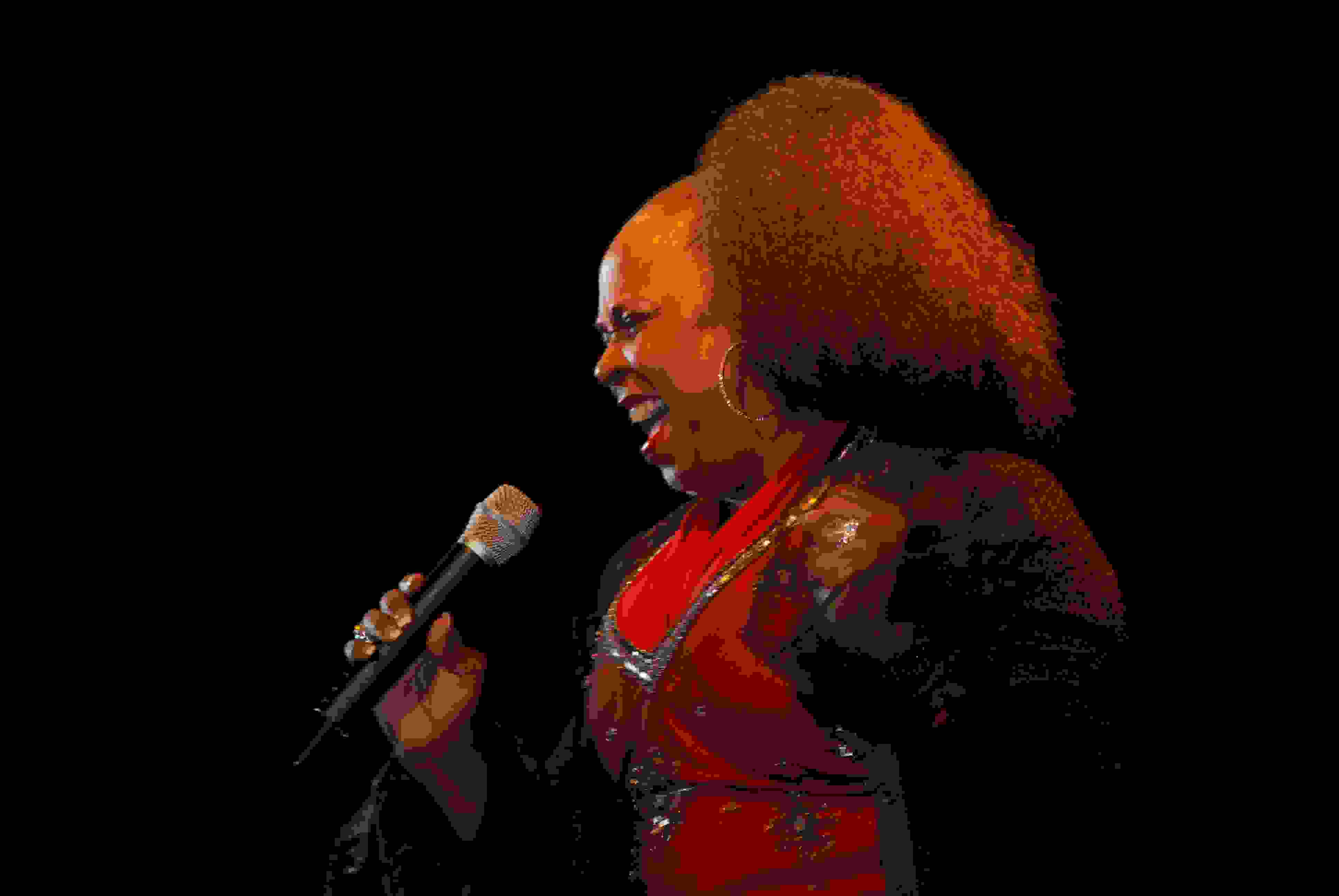
بتی رایت

بتی رایت (انگلیسی: Betty Wright؛ زادهٔ ۲۱ دسامبر ۱۹۵۳ – درگذشته ۱۰ مه ۲۰۲۰) یک موسیقی‌دان اهل ایالات متحده آمریکا بود. وی از سال ۱۹۵۶ میلادی تا ۲۰۲۰ مشغول فعالیت بود.